# Société d'histoire de l'art en Suisse
La Société d'histoire de l'art en Suisse (SHAS), appelée en allemand Gesellschaft für Schweizerische Kunstgeschichte (GSK), est une association suisse visant à étudier les monuments et les faire connaître à un plus large public. Elle est active dans le domaine éditorial.

## Origines
La Société d’histoire de l'art en Suisse (SHAS), ainsi désignée depuis 1934, a été fondée en juin 1880 à Zofingue, sous le nom de « Société patriotique pour la conservation des monuments historiques ». Elle avait pour but d’enrayer les destructions patrimoniales résultant de l’accélération des modes de vie en raison de la révolution industrielle, celle-ci entraînant notamment la démolition des fortifications et la disparition de nombreux éléments culturels de valeur. Sa création émane de personnalités membres de la société suisse des beaux-arts et son premier président fut le peintre genevois Théodore de Saussure, petit-fils du naturaliste Horace-Bénédict de Saussure. Voulant "attirer l'attention du public sur les monuments et œuvres d'art de la Suisse et contribuer directement ou indirectement à leur conservation", l'association avait alors pour but de conserver et de restaurer des monuments d'architecture, mais aussi de sauvegarder des œuvres d'art dispersées en les rassemblant dans des musées, d’éveiller une meilleure compréhension pour les "beaux-arts" et de soutenir les artistes, peintres et sculpteurs.
Neuf membres furent élus au comité : Théodore de Saussure, président de 1880 à 1888, l'historien de l'art zurichois Johann Rudolf Rahn (de), vice-président, le Bâlois Emanuel Bernoulli-Müller comme greffier, W. Locher-Steiner, de Winterthour, au poste de caissier, ainsi que les cinq assesseurs G. Meyer von Knonau (Zurich), Carl Brun (Zurich), le maire d’Aarau Erwin Tanner et les architectes Julius Kunkler (Saint-Gall) et Maurice Wirz (Lausanne).
Dans les statuts votés lors de la réunion de ce comité le 20 juin 1880, le nom de la société fut modifié en « Association pour la conservation des monuments artistiques de la patrie ». Sa tâche consistait alors à « attirer l'attention du public sur les monuments historiques et les trésors artistiques de la Suisse » et à « contribuer directement ou indirectement à leur conservation ».
Le règlement prescrivait que les sommes reçues devaient être divisées et comptabilisées en deux parts égales pour servir à :
- financer les publications (traités, photographies, eaux-fortes, etc.) consacrées à des descriptions de monuments historiques et destinées à être distribuées gratuitement aux membres de l'association ;
- acheter des œuvres d'art et des objets anciens de valeur "qui risquaient d'être vendus à l'étranger" ; ceux-ci devaient être réunis dans des musées suisses à des conditions à définir. Cette part du fonds était également allouée, en tout ou en partie, à la restauration de monuments historiques menacés d'être détruits ou de tomber en ruine.

L’association changea encore de nom lors de l'assemblée générale à Lausanne en 1881 pour devenir la Société suisse pour la conservation des monuments de l'art historique. Elle s'occupa alors essentiellement d'achats d'objets et de bâtiments d'importance nationale, sans négliger les publications. Un opuscule consacré à la croix-reliquaire d'Engelberg (fin du XIIe ou début du XIIIe siècle) parut en 1881 sous la plume de l'historien de l'art Johann Rudolf Rahn. Le même auteur fit la description du vitrail datant de 1530 de l'église réformée de Saint-Saphorin (Vaud), puis celle de la Casa Borrani (ou Serodine) d'Ascona, avec sa façade baroque. À l'assemblée générale de 1882, il fut demandé d’établir un inventaire des édifices nécessitant des travaux de conservation ou de restauration et des objets d'art appartenant soit à l'État, soit à des particuliers, toujours dans la crainte de les voir détruits ou vendus. L'intérêt pour ces activités au service de la culture augmenta, tout comme le nombre d’institutions désireuses d’y participer. Il fallut alors procéder à une modification des statuts en 1883 et 1884 pour permettre d’élargir l’adhésion de membres individuels à celle d’associations, de fondations, de bibliothèques, de musées.
En mars 1884, le Département fédéral de l'Intérieur répondit à une motion au sujet de la création d'un musée national suisse et chargea la Société de l'acquisition d'un certain nombre d'objets de son choix, mais dont la propriété reviendrait à la Confédération. L’association donna son accord tout en demandant que les subventions puissent être utilisées non seulement pour des achats, mais aussi pour la conservation et la restauration des œuvres d'art acquises. Puis, donnant suite à un message du Conseil fédéral, le Parlement décida en 1886 « qu'un crédit d'un montant à fixer au budget de chaque année, mais ne dépassant pas 50 000 francs, serait attribué à l'achat ou à la conservation des antiquités de la patrie, dans la mesure où l'état des finances fédérales le permettrait ». Dans l'ordonnance d'exécution du 25 février 1887, une Commission fédérale pour la conservation des antiquités de la Suisse fut créée et ses compétences et devoirs transmis au comité de la Société pour la conservation des monuments d'art historique. La même année, les statuts de cette dernière furent adaptés à sa nouvelle fonction.

### Création du Musée national suisse
Un changement d’orientation fut donné lorsque le Conseil fédéral accepta en 1891 la proposition de fonder le Musée national suisse, avec siège à Zurich. Dès lors, l'achat des antiquités ne relevait plus de la compétence de la société, mais de ce musée, de même que l'examen des demandes de subvention pour tout achat. Cette décision fut entérinée le 12 mars 1892. Quant à l’association, elle poursuivit ses travaux d'inventaire, de conservation et de restauration des œuvres d'art historiques et les fouilles. En 1896, Karl Stehlin, alors président de la Société (1895-1898) qui avait succédé à Julius Kunkler (1888-1895), fut appelé à diriger une nouvelle commission subsidiaire de recherches relatives à l'époque romaine. Celle-ci devait établir une liste de toutes les découvertes anciennes et récentes d'antiquités romaines en Suisse, surveiller les travaux de fouilles et de conservation subventionnés par la Confédération. Dans cette continuité, le nouveau président Joseph Zemp (1898-1904 et 1915-1916) plaidait en particulier pour un traitement à égalité des différents styles anciens, refusant toute hiérarchisation des périodes. Pour Zemp, un objet devait être placé dans son contexte historique et jugé en fonction de sa valeur en comparaison avec les autres créations d'une même époque. Il accordait une grande importance à un travail de conservation aussi complet que possible de l'œuvre authentique et à la distinction de ce qui, dans un monument restauré, était d'origine et ce qui était reconstitué, afin d'éviter tout pastiche. Zemp savait qu’Albert Naef, qui devait le relayer à la tête de l’association entre 1904 et 1915, partageait ses idées et qu’il poursuivrait ses efforts dans le même sens. Depuis 1899, l'indicateur d'antiquités suisses, édité par le musée national suisse servait d'organe officiel de la société. Dès 1901 s'y étaient ajoutées des Communications en deux éditions, allemande et française, qui remplaçaient les monographies d'œuvres d'art, imprimées en héliotype, avec des planches en couleurs de grand format. Le premier cahier de cette série était consacré aux vitraux du chœur de l'église d'Oberkirch près de Frauenfeld et à la fontaine du Weinmarkt (marché au vin) à Lucerne, avec des textes de Johann Rudolf Rahn et de Joseph Zemp. L'archiviste d'État Robert Durrer établit la statistique des monuments d'Obwald et de Nidwald, publiée en supplément de l'Indicateur d'antiquités suisses et rééditée en 1971. Parallèlement, Paul Ganz suggéra en 1900 l’établissement d’un répertoire avec des photographies des anciens vitraux de Suisse ainsi que des épures et dessins de vitraux. Nommé directeur du Kunstmuseum (Bâle), il réussit à constituer jusqu'en 1902 une petite collection qui devint le point de départ des « Archives d'histoire de l'art en Suisse ». Simultanément, Johann Rudolf Rahn commença à élaborer un recensement des monuments d'art et d'histoire de la Suisse.

### Création de la Commission fédérale des monuments historiques
En 1914, le Département de l'intérieur communiqua à la "Société pour la conservation des monuments d'art historique" que le Conseil fédéral envisageait la création d'une Commission fédérale des monuments historiques CFMH. Le 15 mars 1915, un avis officiel annonça que la constitution de ladite commission était décidée et que l'activité de la Société dans le domaine de la conservation des monuments prenait fin. Un crédit de 2000 francs – plus tard de 3000 – pour de "petits travaux de restauration" fut toutefois laissé à la Société comme consolation. Ce crédit fut versé jusqu'en 1960. La création de cette Commission des monuments historiques provoqua des bouleversements au sein de la Société, dont plusieurs membres mirent leurs compétences à disposition et au service de cette commission, notamment le président Albert Naef et le vice-président Josef Zemp.
Ainsi délestée successivement de deux tâches essentielles, soit l'acquisition d'œuvres d'art et la conservation des monuments, la Société devait se définir une nouvelle orientation et se consacra dès lors plus intensément à la publication d'ouvrages.
Dans son compte-rendu annuel de 1916, Josef Zemp, qui avait repris la présidence de la Société une année avant de la transmettre à l'architecte genevois Camille Martin (1916-1922), affirmait clairement qu'après 35 ans d'activité, la Société pouvait compter sur la sympathie de larges cercles et qu’elle serait certainement menée à donner des conseils et assistance. Zemp prévoyait aussi de favoriser la constitution de documents – plans et photographies – de monuments d’art, d'augmenter le nombre des fouilles sur de petits objets, enfin d'augmenter également la qualité des publications. Après la mise en vigueur d'un règlement relatif aux activités de la CFMH, le 9 mars 1917, et d'un règlement pour les archives, le 23 juin, des changements furent apportés aux statuts de la société, afin de les adapter à sa nouvelle situation. Son comité se mit en rapport avec le Département de l'intérieur, la CFMH, le Musée national suisse et la Société suisse de préhistoire pour examiner les possibilités de continuer l'œuvre de Rahn, en se basant sur un mémoire détaillé Camille Martin sur la question de la coordination des tâches inhérentes à la réalisation d’un inventaire national.

### Inventaire des monuments d’art et d’histoire de la Suisse
Les débuts de la topographie artistique en Suisse remontent au XVIIIe siècle, mais le mouvement ne s'affirma et ne se généralisa qu'à partir du premier quart du XVe siècle. Sous la présidence de l’architecte genevois Camille Martin (1916-1922), l'inventaire scientifique des monuments d'art et d'histoire de la Suisse pouvait vraiment commencer : Samuel Guyer entreprit le recensement architectural du canton de Zurich et un peu plus tard, Linus Birchler celui des cantons de Schwytz et d'Uri. Le comité de la Société fit une demande de subventions aux autorités fédérales et établit, en 1924, des règles pour déterminer l'organisation des travaux d’envergure définie dès lors comme sa tâche principale. En 1925, la Société pouvait, d'entente avec le Département de l'intérieur et avec diverses associations scientifiques, entreprendre l'édition de l’inventaire national des Monuments d'art et d'histoire de la Suisse, en étroite collaboration avec les cantons. Le premier volume, consacré à trois districts du canton de Schwyz, soit Einsiedeln, March et Höfe, parut en 1927. Il était dû à l'historien de l'architecture Linus Birchler, le premier président de la Commission fédérale des monuments historiques.
Depuis lors, près de 140 volumes de cette collection ont été publiés. Ils furent complétés entre 1982 et 2004 par l'inventaire suisse d’architecture 1850-1920 (INSA), collection de onze volumes. La société édite également des Guides de monuments suisses, série lancée en 1935 par Paul Ganz, des guides régionaux ou cantonaux, des ouvrages hors-série touchant à des sujets spécifiques liés à l’histoire de l’art et de l’architecture, ainsi que sa revue trimestrielle Art+Architecture en Suisse.